# Бренді Еністон
Ге́зер Ле́вінджер (англ. Heather Levinger; нар. 19 жовтня 1986, Орандж, Каліфорнія, США), відома як Бре́нді Е́ністон (англ. Brandy Aniston) — американська порноакторка та модельєрка, яка має вірменське та тайське коріння.

## Життєпис
Має вірменське та тайське коріння. 
У 18 років почала виконувати стриптиз, чим займалась близько п'яти років. 2009 року потрапила в порноіндустрію. Знімалася з порностудіями «Hustler», «Vivid», «Wildlife», «Evil Angel», «Sticky Video», «Zero Tolerance», «Penthouse».
У жовтні 2013 року Еністон, разом з іншими знаменитостями, серед яких були Каньє Вест, Селена Гомес, Джеймс Франко, Джульєтт Льюїс та Шон Вайт, з'явилась у короткометражному фільмі, що передує музичному відео на пісню City of Angels гурту Thirty Seconds to Mars.
Захоплюється йогою та відеоіграми.

## Нагороди
- 2013 AVN Award — Unsung Starlet of the Year[4]
- 2013 Juliland Award — Best Muff Dive — AG13 (з Еш Голлівуд)[5]
- 2013 XBIZ Award — Best Scene (Parody Release) — Star Wars XXX (з Ів Лоренс та Діком Чібблзом)[6]
- 2014 AVN Award — найкраща акторка другого плану[7]